# Black Moon Pyramid
Black Moon Pyramid – piąty album studyjny niemieckiego gitarzysty Axela Rudiego Pella. Wydawnictwo zostało wydane 3 marca 1996 roku nakładem wytwórni Steamhammer. Nagrania odbyły się między październikiem 1995 a styczniem 1996 roku w RA.SH Studio w Gelsenkirchen we współpracy z Ullim Pösseltem.

## Lista utworów
Opracowano na podstawie materiału źródłowego.
1. „Return of the Pharaoh” (utwór instrumentalny) – 1:47
2. „Gettin' Dangerous” – 4:27
3. „Fool Fool” – 5:19
4. „Hole in the Sky” – 4:54
5. „Touch the Rainbow” – 6:29
6. „Sphinx' Revenge” (utwór instrumentalny) – 3:36
7. „You and I” – 4:20
8. „Silent Angel” – 5:16
9. „Black Moon Pyramid” – 9:54
10. „Serenade of Darkness (Opus #1, Adagio con agresso)” (utwór instrumentalny) – 4:13
11. „Visions in the Night” – 4:01
12. „Aqua Solution” (utwór instrumentalny) – 0:57
13. „Aquarius Dance” – 4:17
14. „Silent Angel (guitar version)” (utwór instrumentalny) – 4:09

Autorem wszystkich utworów jest Axel Rudi Pell, z wyjątkiem utworów 2, 4, 11, 13, które współtworzył Jeff Scott Soto.

## Twórcy
Opracowano na podstawie materiału źródłowego.

- Volker Krawczak – gitara basowa
- Axel Rudi Pell – gitara
- Jörg Michael – perkusja
- Jeff Scott Soto – śpiew, śpiew (chórki)
- Julie Greaux – instrumenty klawiszowe, śpiew (chórki)
- Peavy Wagner – gitara basowa (w utworze "Gettin' Dangerous")
- Christian Wolff – dodatkowe instrumenty klawiszowe
- Martin Hesselbach – instrumenty perkusyjne (w utworze "Aquarius Dance")
- Ulli Pösselt – produkcja, inżynieria dźwięku, miksowanie
- Thomas Erkelenz – dodatkowa inżynieria dźwięku, dodatkowe miksowanie
- Ulf Horbelt – mastering
- Marc Klinnert – okładka
- Michael Bussmann – zdjęcia